# Megaupload
Megaupload — служба хранения файлов, серверы которой физически располагались в Гонконге и финансировались за счёт продажи рекламы и платных учётных записей (англ. premium accounts). У сайта было более 180 млн зарегистрированных пользователей.. Компания-владелец — Megaupload Limited.
Сайт был создан в 2005 году и долгое время занимал 13-ю строку рейтинга самых посещаемых веб-ресурсов мира.
19 января 2012 года сайт Megaupload был закрыт, а в Новой Зеландии четыре топ-менеджера были арестованы в связи с расследованием деятельности сайта. Среди арестованных: основатель Megaupload Ким Дотком (имя при рождении — Ким Шмитц), директор по маркетингу интернет-сервиса Финн Батато, технический директор и сооснователь сервиса Матиас Ортманн и сотрудник компании, голландец Брам ван дер Колк. Семи лицам предъявлены обвинения в пиратстве. Деятельность сайта, по мнению американских властей, якобы нанесла правообладателям убытки в 500 млн долларов. Обвинения были предъявлены двум юридическим компаниям — Megaupload Limited и Vestor Limited, на которые был зарегистрирован сайт.
После произведённых арестов за арестованных вступились интернет-активисты: «Правительство отключило Megaupload? Через 15 минут группа Anonymous отключит правительственные сайты и сайты звукозаписывающих компаний», — написал в своём блоге один из участников движения Anonymous. Движение сразу начало атаку на сайт американского минюста и Universal Music. На несколько часов стали недоступны сайты Агентства национальной безопасности, Белого дома, министерства юстиции, холдинга звукозаписи Universal Music Group, американской ассоциации звукозаписывающих компаний, американской ассоциации кинокомпаний, американского управления авторского права.

Они наехали не на того парня. Я собираюсь перевернуть этот мир вверх ногами. Власть народу. До свидания, Эшелон. Да здравствует свобода!
Оригинальный текст (англ.)They abused the wrong guy. I am going to turn this world upside down. Power to the people. Bye bye Echelon. Hello Freedom.
— Твит Кима Доткома от 28.08.2012
1 августа 2012 года заработал сайт Megaup.me, внешне полностью копирующий дизайн Megaupload.
Самопозиционирование: «La mega Renaissance — Mega Reborn», «The substitute of Megaupload».
19 января 2013 года, в годовщину закрытия megaupload.com заработал новый сайт Кима Доткома — Mega.
Он, как и Megaupload, позволит загружать, хранить и обмениваться файлами большого размера. Отличие между ними в том, что Mega шифрует весь контент прямо в браузере с помощью алгоритма AES. Пользователи могут передавать друг другу файлы в зашифрованном виде, при этом все данные хранятся в «облаке». Ключи доступа к файлам не публикуются в открытом доступе, а распространяются по схеме Friend-to-Friend, между доверяющими друг другу пользователями.
Также Дотком обещает киностудиям и звукозаписывающим компаниям возможность удалять неугодные им файлы по упрощённой процедуре, если они подпишут договор, гарантирующий отказ от претензий к самому сервису.
Свой новый сайт Дотком планировал разместить по адресу me.ga, однако правительство Габона, управляющее зоной .ga, отобрало у него домен. Новым «домом» для Mega стал mega.co.nz.
Также Доткомом будет запущен новый сервис Megabox, при помощи которого музыканты будут напрямую продавать свои треки, зарабатывая 90 % с их продаж. С каждой композиции сервис будет удерживать только 10 % прибыли.